# Паркова (село)
Паркова (рум. Parcova) — село в Єдинецькому районі Молдови. Адміністративний центр однойменної комуни, до складу якої також входить село Финтина-Албе.